# Rosa Luz Alegría
Rosa Luz Alegría Escamilla (Ciudad de México, 21 de noviembre de 1944) es una escritora, física y política mexicana. Fue secretaria de Turismo durante la presidencia de José López Portillo entre 1980 y 1982, lo que la convirtió en la primera mujer en ocupar la titularidad de una secretaría de Estado.

## Estudios
Se graduó de física e hizo estudios de maestría en la facultad de ciencias de la Universidad Nacional Autónoma de México donde también cursó la mitad de la carrera de arquitectura. Hizo estudios de doctorado en el instituto Francés del petróleo en París.
Durante sus estudios universitarios en México participó en el movimiento estudiantil de 1968 como parte del Consejo Nacional de Huelga.
Se casó con Luis Vicente Echeverría Zuno, primogénito del entonces Secretario de Gobernación y futuro presidente de México: Luis Echeverría Álvarez. A los cinco años de casada tuvo un hijo y diez años más tarde se divorció.

## Carrera política
Durante el gobierno de Luis Echeverría trabajó para el sector educativo; primero en la Secretaría de Educación Pública (SEP) y posteriormente fundó y coordinó el Centro para el Estudio de Medios y Procedimientos Avanzados de la Educación (CEMPAE), donde además fundó el primer canal de televisión educativa de América Latina, en la ciudad de Monterrey, capital del estado fronterizo de Nuevo León. El CEMPAE realizó muchos proyectos muy exitosos, que posteriormente se convirtieron en dependencias autónomas del Poder Ejecutivo, en el ramo de la educación, como: Educación para adultos, donde se hicieron los libros de primaria intensivos para adultos (PRIAD); los primeros sistemas de Enseñanza abierta, a nivel de bachillerato, con la colaboración del Instituto Tecnológico y de Estudios Superiores de Monterrey (ITESM); y se obtuvo el premio de la UNESCO por la serie de libros para los maestros de cada uno de los seis grados de educación primaria, de Expresión y Comunicación, correspondiente a la quinta área de conocimiento en que se había dividido la enseñanza y que abarcaba las materias de educación artística, física y tecnológica.
Durante la campaña electoral de José López Portillo trabajó a su lado muy intensamente, correspondiéndole hacer el resumen verbal de todas las reuniones temáticas y hablar a nombre del candidato en numerosas ocasiones. Ya como presidente, López Portillo la designó primeramente subsecretaria de la Presidencia, y después, al fundirse la Secretaría de la Presidencia y la parte del gasto de la Secretaría de Hacienda y Crédito Público (SHCP) en la Secretaría de Programación y Presupuesto (SPP), la nombró subsecretaria de Evaluación de la misma Secretaría.
Rosa Luz Alegría fundó y coordinó el Sistema Nacional de Evaluación (SINE), adscrito directamente a la Presidencia de la República; donde evaluó el quehacer público de todas las dependencias del sector público y de los gobiernos de los estados en función del Plan Nacional de Desarrollo (PND). Asimismo, promovió la autoevaluación de los poderes Legislativo y Judicial.
Llevó la representación de México a la Reunión Mundial de las Naciones Unidas (ONU) sobre evaluación del decenio de la mujer en Copenhague, Dinamarca, donde fue muy bien recibida por todas las delegaciones.
Permaneció como Subsecretaria y Coordinadora General de Evaluación hasta el año de 1980 en que fue nombrada como la primera mujer en ocupar una secretaría de Estado, en el área de Turismo. Como secretaria de Turismo, organizó y presidió la II Reunión Internacional de Turismo de la Organización Mundial de Turismo de la ONU, en el puerto de Acapulco, que sintetizaba el diagnóstico de la actividad turística en los países participantes y la filosofía en la materia.
Posteriormente Rosa Luz Alegría se retiró de la política activa y solo tuvo una aparición pública en Canal 11 de televisión, el primero de los episodios “Mujeres y Poder”, serie de entrevistas realizadas por Sabina Berman y Denise Maerker a las mujeres más destacadas de México, le fue dedicado a la primera mujer Secretaria de Estado, generando expectación luego de casi dos decenios de silencio. Cuando le preguntaron sobre su romance con el entonces presidente López Portillo contestó que… “Su vida privada era privada”.
El domingo 7 de diciembre de 2008 resultó gravemente herida por arma de fuego en un incidente a las afueras de una residencia de descanso del estado de Morelos; propiedad de la pareja de amigos de los que iba acompañada. Fue trasladada al Hospital ABC de la Ciudad de México, donde fue intervenida y se recuperó satisfactoriamente seis meses después. 
Actualmente se dedica a estudiar y a asistir a conferencias, seminarios y debates principalmente en El Colegio de México y la Universidad Nacional Autónoma de México.

## Algunas publicaciones
- 1987. Anticaos. Tratados y manuales Grijalbo. Edición ilustrada de Grijalbo, 218 pp. ISBN 9684196601, ISBN 9789684196605

- 1981. Nuevas técnicas presupuestarias. Colección Seminarios. Edición ilustrada de Presidencia de la República, Coordinación General de Estudios Administrativos, 340 pp. ISBN 9688210536, ISBN 9789688210536

- 1981. Primera Reunión Bilateral México-Estados Unidos de América sobre Administración Pública. Colección Seminarios. Editor Presidencia de la República, Coordinación General de Estudios Administrativos, 99 pp.

- 1978. Empresas públicas. Colección Seminarios. Edición ilustrada de Presidencia de la República, Coordinación General de Estudios Administrativos. 107 pp.

- 1973. Un modelo de política educativa. Editor Partido Revolucionario Institucional, Instituto de Estudios Políticos, Económicos y Sociales, 11 pp.